# Сануси, Антоний Салиу
Антоний Салиу Сануси (Anthony Saliu Sanusi, 2 января 1911 год, Иперу, Колониальная Нигерия — 7 декабря 2009, Иджебу-Оде, Нигерия) — католический прелат, первый епископ Иджебу-Оде с 29 мая 1969 года по 14 августа 1990 год, основатель монашеской конгрегации «Миссионерское общество святого Павла» (MSP).

## Биография
17 декабря 1944 года Антоний Салиу Сануси был рукоположён в священника, после чего служил в различных приходах епархии Лагоса.
29 мая 1969 года Римский папа Павел VI назначил Антония Салиу Сануси епископом Иджебу-Оде. 1 августа 1969 года в Риме в соборе Святого Петра состоялось рукоположение Антония Салиу Сануси в епископа, которое совершил Римский папа Павел VI в сослужении с секретарём Священной Конгрегации евангелизации народов титулярным архиепископом Икониума Серджо Пиньедоли и архиепископом Кампалы Эммануил Киванукой Нсубугой.
14 августа 1990 года Антоний Салиу Сануси подал в отставку. Скончался 7 декабря 2009 года в городе Иджебу-Оде.